# Sông Magdalena
Sông Magdalena (tiếng Tây Ban Nha: Río Magdalena) là dòng sông chính của Colombia, chảy theo hướng bắc với chiều dài 1.528 kilômét (949 mi) qua nửa phía tây của đất nước. Sông mang tên của nhân vật trong kinh thánh là Mary Magdalene. Phần lớn khu vực hạ lưu của sông có khả năng thông hành, mặc dù có các dải cát chuyển dịch tại cửa sông ở vùng châu thổ, xa đến Honda. Sông chảy qua thung lũng sông Magdalena.
Diện tích lưu vực của sông là 27,3 triệu ha, chiếm 24% diện tích đất nước và khoảng 66% dân số Colombia sống tại đây. 86% tổng sản phẩm quốc nội của Colombia cũng xuất phát từ đây.

## Dòng chảy
Khởi nguồn của sông là ở phía nam của đất nước, nơi dãy núi Cordillera Central và Cordillera Oriental bị phân tách thuộc tỉnh Huila. Dòng sông sau đó chảy về phía đông rồi phía bắc trong một thung lũng lớn giữa hai dãy núi. Sông chảy tới vùng đồng bằng ven biển và đổi hướng tây, kéo dài khoảng 100 km rồi lại đổi lại hướng bắc, đổ ra biển Caribe tại thành phố Barranquilla ở khu vực được gọi là Bocas de Ceniza.

## Sinh vật học
Sông Magdalena River đi qua một loạt các hệ sinh thái, như páramo tại đầu nguồn của sông, rừng khô tại phần thượng du của thung lũng sông, rừng mưa ở trung du, đầm lầy và đất ngập nước tại vùng hạ du. Cá sấu đeo kính, kỳ nhông, bồ nông và cá da trơn khá phong phú trong các hệ sinh thái này nhưng các loài khác như Prochilodus magdalenae, cá sấu và rùa chân đỏ đang đừng bên bờ tuyệt chủng. Ngoài ra, một nguy cơ với các hệ sinh thái này là sự xâm lấn của hà mã. Vốn do Pablo Escobar nhập khẩu, những con hà mã này đã sống hoang dã sau khi ông qua đời, và từ đó phát triển từ Hacienda Napoles ra các khu vực lân cận của sông Magdalena.

## Lịch sử
Do vị trí nằm ở phía bắc của Nam Mỹ, sông Magdalena từ thời kỳ tiền Colombo đã là một tuyến đường hướng đến vùng nội địa của khu vực nay là Colombia và Ecuador. Người Carib có thể đã đến, cũng như các nền văn hóa khác từ Trung Mỹ.
Tương tự như vậy, các conquistador người Tây Ban Nha đã đến khu vực mà nay là Colombia từ thế kỷ 16 và sử dụng dòng sông để đến vùng nội địa hoang dã và núi non sau khi Rodrigo de Bastidas khám phá và đặt tên cho sông vào ngày 1 tháng 4, 1501. Trong thời gian thực dân Tây Ban Nha, sông chỉ là tuyến giao thông giữa Bogotá với cảng bên bờ Caribe là Cartagena de Indias và do đó là với châu Âu.
Năm 1825, Quốc hội Colombia đã quyết định nhượng quyền thiết lập ngành tàu thủy hơi nước trên sông Magdalena cho Juan Bernardo Elbers, nhưng công ty của ông đã đóng cửa sớm sau đó. Năm 1845, các tàu hơi nước thường xuyên đi lại trên sông cho đến 1961, khichieescs tàu hơi nức cuối cùng ngừng hoạt động.

## Hình ảnh

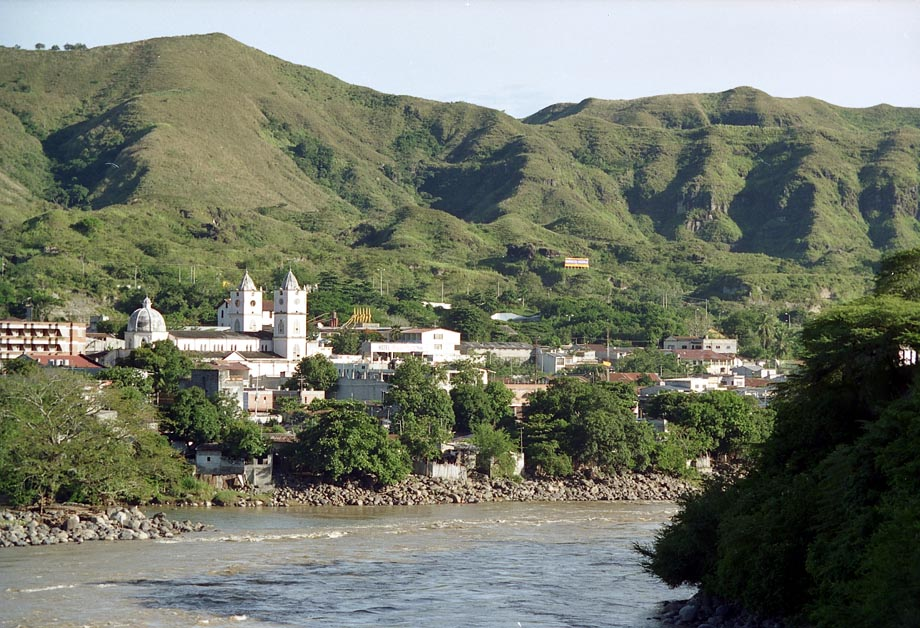
Thành phố Honda trên sông Magdalena
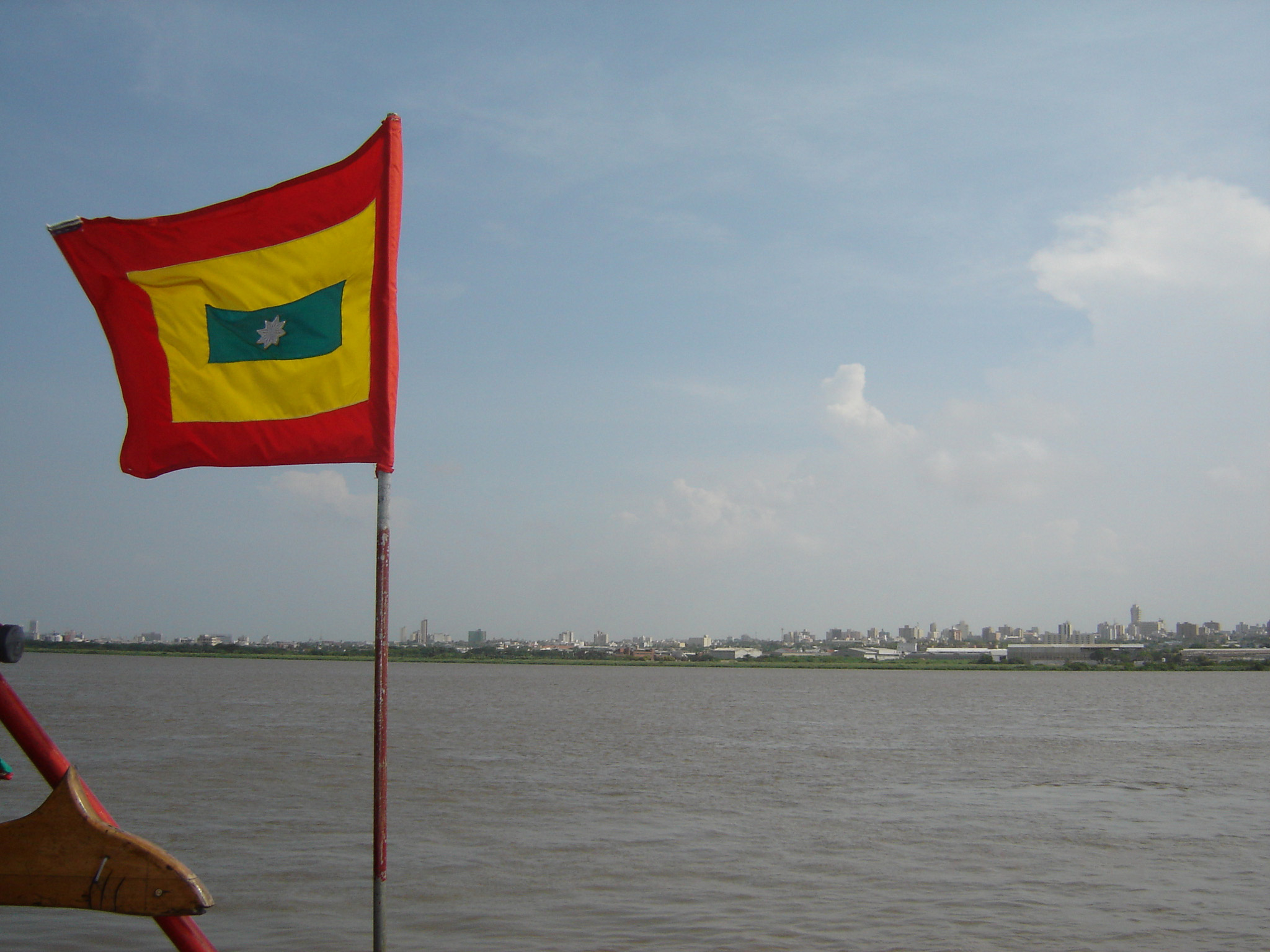
Sông Magdalena gần Barranquilla
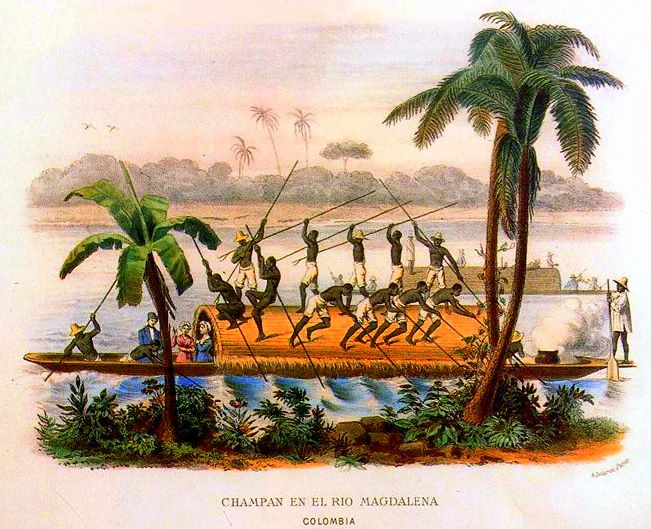
"San bản trên Magdalena", bản khắc axit khoảng năm 1860 của Ramón Torres Méndez.
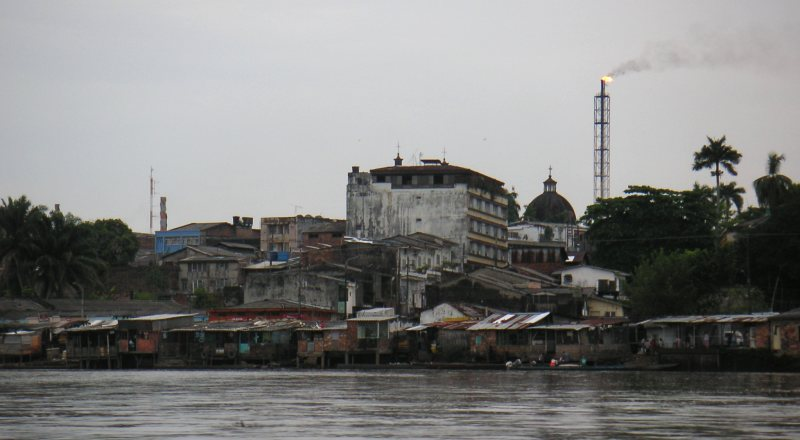
Nhìn lên Barrancabermeja, Colombia từ sông Magdalena